# Självmord i Indien
Andelen självmord i Indien är något över världsgenomsnittet. I världen totalt omkommer omkring en halv miljon människor i självmord per år och av dessa är omkring 20 procent indier (att jämföra med att landet har 17 procent av världsbefolkningen). Från mitten av 1980-talet till mitten av 1990-talet ökade självmordsfrekvensen i Indien från 7,9 till 10,3 per 100 000 personer, med särskilt stor frekvens i landets södra delar I en studie publicerad i The Lancet i juni 2012 uppskattas att antalet självmord i Indien år 2010 var omkring 187 000.

## Vanligare i södra delstaterna
De södra delstaterna Kerala, Karnataka, Andhra Pradesh och Tamil Nadu har enligt en studie från 2007 självmordsfrekvenser som är högre än 15, medan de norra staterna Punjab, Uttar Pradesh, Bihar, Jammu och Kashmir har självmordsfrekvenser på mindre än 3.

## Många unga
En stor del av självmorden utförs av unga människor, mellan 15 och 29 år, särskilt bland kvinnor.

## Orsaker
Ett flertal studier har noterat att omkring 90 procent av självmorden har utförts av personer med någon form av psykisk störning.